# Penha (Santa Catarina)
Penha é um município brasileiro do estado de Santa Catarina. Localiza-se a uma latitude 26º46'10" Sul e a uma longitude 48º38'45" Oeste, estando a uma altitude de 20 metros. Sua população em 2022, segundo estimativa do IBGE, é de 33.663 habitantes.
Possui uma área de 58,783 km².
Na região que deu origem aos índios Carijós, o início do povoado foi a construção da Capela de São João Batista, em 1759, na localidade chamada de Itapocoroy (derivado de "Itapocorá", que em guarani significa "parecido com um muro de pedra").
A cidade possui o título de "Capital Nacional do Marisco", sendo nacionalmente conhecida por abrigar o famoso parque temático Beto Carrero World.

## História
A região de Penha teve a colonização iniciada no século XVIII a partir da Ilha de Santa Catarina (Florianópolis), por pescadores portugueses - a maior parte deles açorianos - fugindo dos invasores e que procuravam novos locais para a caça e beneficiamento de baleias. A Armação do Itapocoroy tornou-se então sede na época, de uma das maiores armações baleeiras do sul do Brasil.

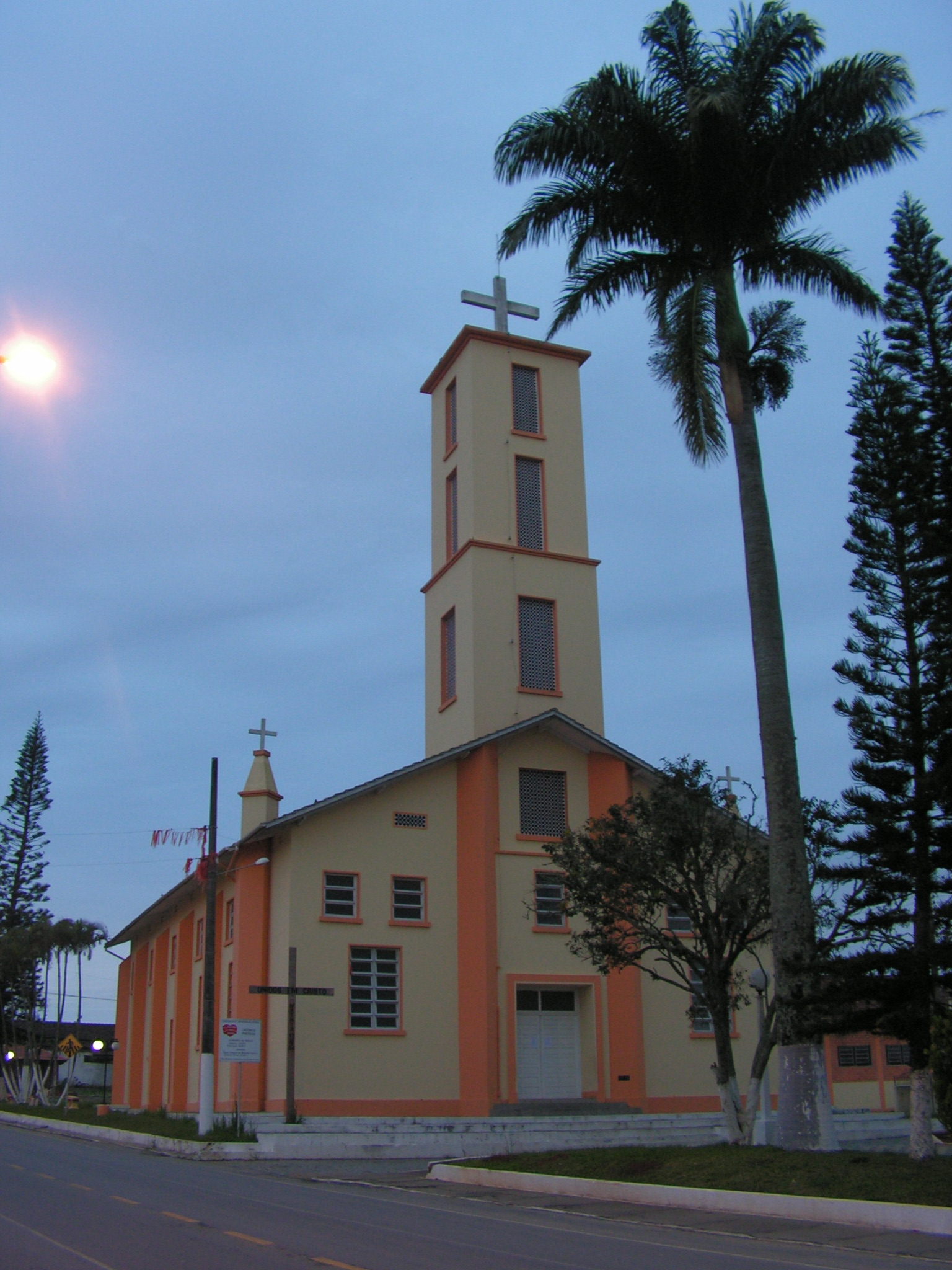
Igreja matriz na praça principal de Penha.

Uma nova comunidade, criada a seis quilômetros da Armação por moradores deslocados de núcleos de Itapocoroy, teve progresso suficiente para se elevada à categoria de freguesia em 23 de março de 1839, com o nome de Freguesia de Nossa Senhora da Penha do Itapocoróy. No século XIX a caça da baleia entrou em crise e foi substituída pela pesca artesanal e comércio rudimentar como subsistência.
Nesse momento, Penha assume definitivamente a liderança como sede da comunidade.
Em 1860 a designação de Penha, era distrito da cidade de Itajaí.
Em 21 de junho de 1958 foi elevada à categoria de município, efetivamente instalado em 19 de julho do mesmo ano.
Os primeiros dados populacionais são de 1840, quando tinha 1.640 habitantes e no século passado, em 1920 tinha 4.830 habitantes.
Seu desenvolvimento turístico teve início na década de 1970 e hoje sua população gira em torno de 32.531 mil habitantes, chegando a passar dos 300.000 mil durante a temporada de verão.[carece de fontes?] Uma nova fase do município começou a ser vivida com a instalação do Beto Carrero World - segundo maior parque temático da América Latina.
Penha, em expansão, vê surgir uma infraestrutura na parte de hotelaria e gastronômica, enquanto cresce também a maricultura - cultivo de mariscos. Com isso, Penha ganhou o título de "capital nacional" do marisco.

## População
A cidade possui pouco mais de 40 mil habitantes, sendo a maioria descendente de açorianos.
Subdivisões

### Bairros
- Gravatá
- Santa Lídia
- São Cristóvão
- São Nicolau
- Praia de Armação do Itapocory
- Centro
- Nossa Senhora de Fátima

### Praias
O balneário possui cerca de 19 praias e 31 quilômetros de orla marítima.
As principais praias são:
Região Central
- Praia Alegre
- Praia Bacia da Vovó
- Praia do Bananal[6]
- Praia da Lola[7]
- Praia da Saudade[8]
- Praia do Quilombo

Região da Praia da Armação
- Praia da Armação
- Praia de Fortaleza
- Praia do Manguinho
- Praia de Armação do Itapocoroy
- Praia da Cancela

Região da Praia Grande
- Praia da Paciência
- Praia Grande
- Praia do Poá
- Praia Ponta da Vigia

Região da Praia de São Miguel
- Praia Vermelha
- Praia do Lucas
- Praia do Monge
- Praia de São Miguel

## Estrutura

### Transporte
Possui uma frota de taxi em pontos principais.
Transporte coletivo municipal
Possui sistema não integrado de transporte municipal sem terminais, operado pela Coletivo Transpenha Ltda..
Transporte coletivo intermunicipal
Penha ainda não possui terminal rodoviário.
As empresas que operam atualmente são: Auto Viação Catarinense Ltda., Empresa Santo Anjo da Guarda Ltda., Auto Viação Rainha Ltda., Viação Nossa Senhora dos Navegantes Ltda., Expresso São Pedro Ltda..

### Principais avenidas
Os principais corredores de acesso da cidade são a BR-101, as rodovias Transbeto e Variante, as Avenidas Eugenio Krause, Abílio de Souza, São João, Inácio Francisco de Souza ,Av Itapocoroi e Nereu Ramos.

### Educação
A cidade conta com faculdades de ensino a distância, que ofertam cursos online de graduação e pós graduação, como Fael, Unifacvest, Cruzeiro do Sul e Unopar (oferece cursos semipresenciais) bem como o campus V da Universidade do Vale do Itajaí (UNIVALI), localizado na Praia da Armação, e que serve como base para o ensino em campo do curso de oceanografia.
Atualmente existem três escolas estaduais que oferecem até o ensino médio, e as demais municipais, assim como creches e uma escola especial.
Penha tem cerca de cinco mil alunos na sua rede de ensino escolar.

## Turismo

### Hospedagem
A cidade possui cerca de cinco mil leitos e mais de 200 hotéis e pousadas.

### Gastronomia
Penha tem 35 restaurantes e dezenas de bares e lanchonetes para todos os gostos, desde marisco (prato típico da região) até pizzarias. As principais comidas típicas de Penha são: camarão, marisco, lula.

### Entretenimento

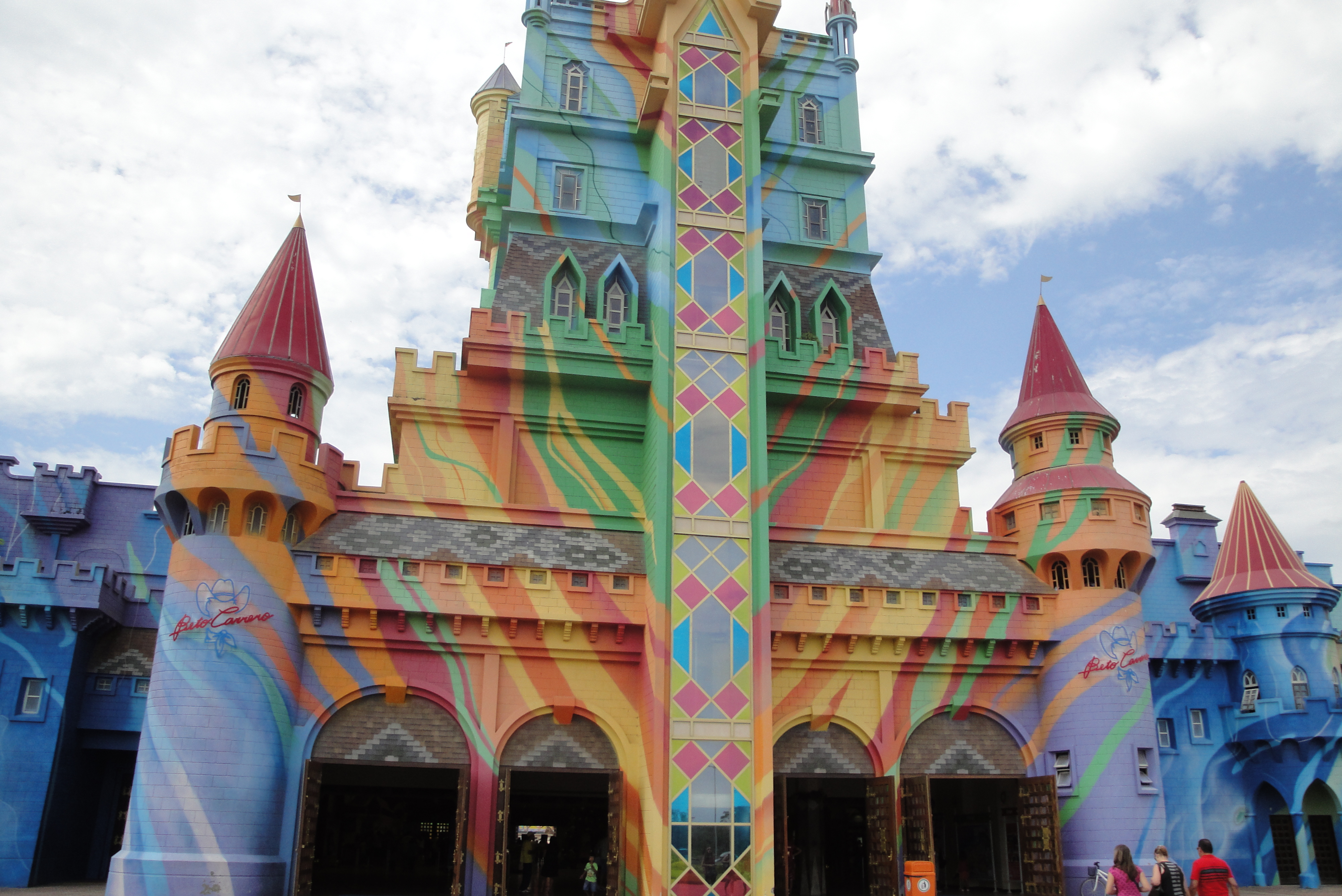
Entrada do Beto Carrero World.

Sua extensa e bela faixa de areia faz do balneário o principal meio de lazer diurno dos moradores e milhares de turistas que procuram a região para relaxar.  São 31 quilômetros de orla marítima e 19 praias propícias para diversas formas de lazer: surf, pesca, banho de mar, esportes na areia e com trilhas ecológicas.
O parque Beto Carrero World é uma opção de diversão garantida para crianças e adultos.